# كوم للطيران الرحلة 5191
كوم للطيران الرحلة 5191 طائرة بومباردييه سي آر جيه 100ER التابعة لشركة كوم للطيران كانت تحمل علي متنها 47 راكبا و3 من أفراد الطاقم في رحلة طيران من ليكسينغتون إلي أتلانتا في 27 أغسطس 2006 بقيادة الكابتن جيفري «جيف» آدم كلاي البالغ من العمر 35 عاما والمساعد أول جيمس بوليهانكي البالغ من العمر 44 عاما ومضيف الرحلة كيلي هاير البالغ من العمر 27 عاما وبينما وصلت لسرعة الإقلاع لم تستطع الإقلاع وتخطت نهاية المدرج وتحطمت عند غابة المطار وكان موقع التحطم يبعد 2000 قدم عن نهاية المدرج (609 أمتار ونصف بحسب المسافة القياسية بين المطار وموقع التحطم) ولم يجدوا سوئ ناجي واحد وهو مساعد الطيار جيمس بوليهانكي وعاني المساعد من إصابات خطيرة تشملها عدة كسور في العظام وانهيار الرئة ونزيف حاد بما في ذلك بتر ساقه اليسرى وتلف في الدماغ وفي 1 أغسطس 2007 كان قد أعلن استقالته من شركة كوم للطيران بسبب بتر ساقه اليسرى أستخدم كرسيا متحركا وخلال الشهر نفسه، قدم دعوى قضائية ضد المطار والشركة التي صممت المدرج وأضواء سيارات الأجرة وفي 15 يناير 2014 كان مساعد الطيار مشلولا وبعد تعافيه سجن 21 أسرة من بين 47 أسرة لضحايا الركاب بعد دعاوى قضائية ضد مساعد الطيار وأصبح محاميا بعد الحادثة وكان ويليام جونسون لاحظ أثار احتمال الإهمال المشترك من جانب الركاب عندما سئل من قبل محامي المدعين ديفيد رويس ما يعني ذلك وأجاب جونسون «... (هم)...» وكان ينبغي أن يكون على بيئة من الظروف الخطيرة التي كانت موجودة كذلك وكانت هناك تغطية إعلامية كبيرة حول ضرورة تحسين ظروف المدرج في المطار وفي الوقت نفسه قدم جونسون الدفاع للمسئولية التقصيرية وقال «لم يتم حتى الآن التحدث إلى مساعد الطيار نفسه» وبواسطة الصحف المؤقتة ذكرت وثائق المحكمة وقال جونسون «بلغ فعلا رويس للأشخاص الذين انتقدوا التصريحات» وقرروا سحب رخصة العمل وقبل عمله قبل وقت قصير من سحب رخصته وعمل كنقيب لملعب ستريم الدولي للغولف والمدرج 27L يعرف باسم مدرج القتل الخاطئ وبعد الحادثة تم إنشاء نصب تذكاري وهو عمود أسمنتي لدية 49 طائر أبيض منحت بالصخور في جامعة ليكسينغتون النباتي وكان جنسية الضحايا 44 أمريكي و3 من الكنديين و2 من اليابانيين.